# Tlalixtac Viejo
Tlalixtac Viejo är en ort i Mexiko.   Den ligger i kommunen Santa María Tlalixtac och delstaten Oaxaca, i den sydöstra delen av landet, 300 km sydost om huvudstaden Mexico City. Tlalixtac Viejo ligger 1 686 meter över havet och antalet invånare är 433.
Terrängen runt Tlalixtac Viejo är varierad. Runt Tlalixtac Viejo är det ganska glesbefolkat, med 35 invånare per kvadratkilometer. Närmaste större samhälle är San Bartolomé Ayautla, 18,4 km nordost om Tlalixtac Viejo. I omgivningarna runt Tlalixtac Viejo växer i huvudsak blandskog.